# Тексел (графика)
Тексел в науке и технике и иногда тексель в непрофессиональных публикациях и разговорной речи (англ. Texel, сокращение от Texture element «текстурный элемент») — минимальная единица текстуры трёхмерного объекта, пиксел текстуры.
Обычно создание объекта в 3D-графике оканчивается оборачиванием его в текстуру: камень должен выглядеть как камень, а табурет — как табурет. Текстура представляет собой плоское изображение соответствующего содержания: поверхность камня собирается из фотографии камня, сиденье табурета собирается из фотографии табурета. И чем качественней будет изображение, накладываемое на объект, тем лучше он будет выглядеть.
Проще всего объяснить значение термина «тексел» на примере трёхмерных игр. Если подойти вплотную к стене в какой-нибудь старой 3D-игре (Wolfenstein или Duke Nukem), то можно наблюдать, как текстура стены распадается на однотонные квадраты, которые увеличиваются при приближении и собираются обратно в осмысленный рисунок при отдалении. Эти квадраты и называются текселами, и чем крупнее исходный рисунок текстуры, тем меньше становятся текселы. Для идеального отображения текстуры количество текселов должно совпадать с количеством пикселей на мониторе, но практически все движки разрешают зрителю приблизиться к стене ближе, чем это разрешает детальность.
С появлением более совершенных 3D-видеокарт стал применяться метод интерполяции (например, бикубическая интерполяция). Количество попадающих в поле зрения текселов уменьшалось без сильной потери качества изображения. Это достигалось благодаря тому, что изменение цвета при переходе между текселами делается плавно, без резких границ.
Понятие «минимальной видимой единицы текстуры» осталось основным при проработке 3D-графики. Даже несмотря на современные достижения в программных и аппаратных средствах при рендеринге. Так, например, кроме кубической и бикубической интерполяции, которая сглаживает и размывает (она применялась в первых видеоускорителях вроде 3dfx), существует интерполяция 2xSaI, сглаживающая пикселы погруппно, ориентируясь на цвет и близость края текстуры. Также применяется детальное текстурирование: основная размытая текстура смешивается с другой, чёткой и с большим количеством контрастирующих пикселей, что создаёт эффект шероховатости.
Для устранения алиасинга и увеличения производительности при удалении от поверхности большая текстура постепенно заменяется всё более мелкими копиями этой же текстуры (MIP-текстурирование), каждая следующая обычно в два раза меньше по ширине и высоте, чем предыдущая.